# Pogoniulus leucomystax
Pogoniulus leucomystax е вид птица от семейство Lybiidae.

## Разпространение
Видът е разпространен в Замбия, Кения, Малави, Танзания и Уганда.